# WCW World Heavyweight Championship

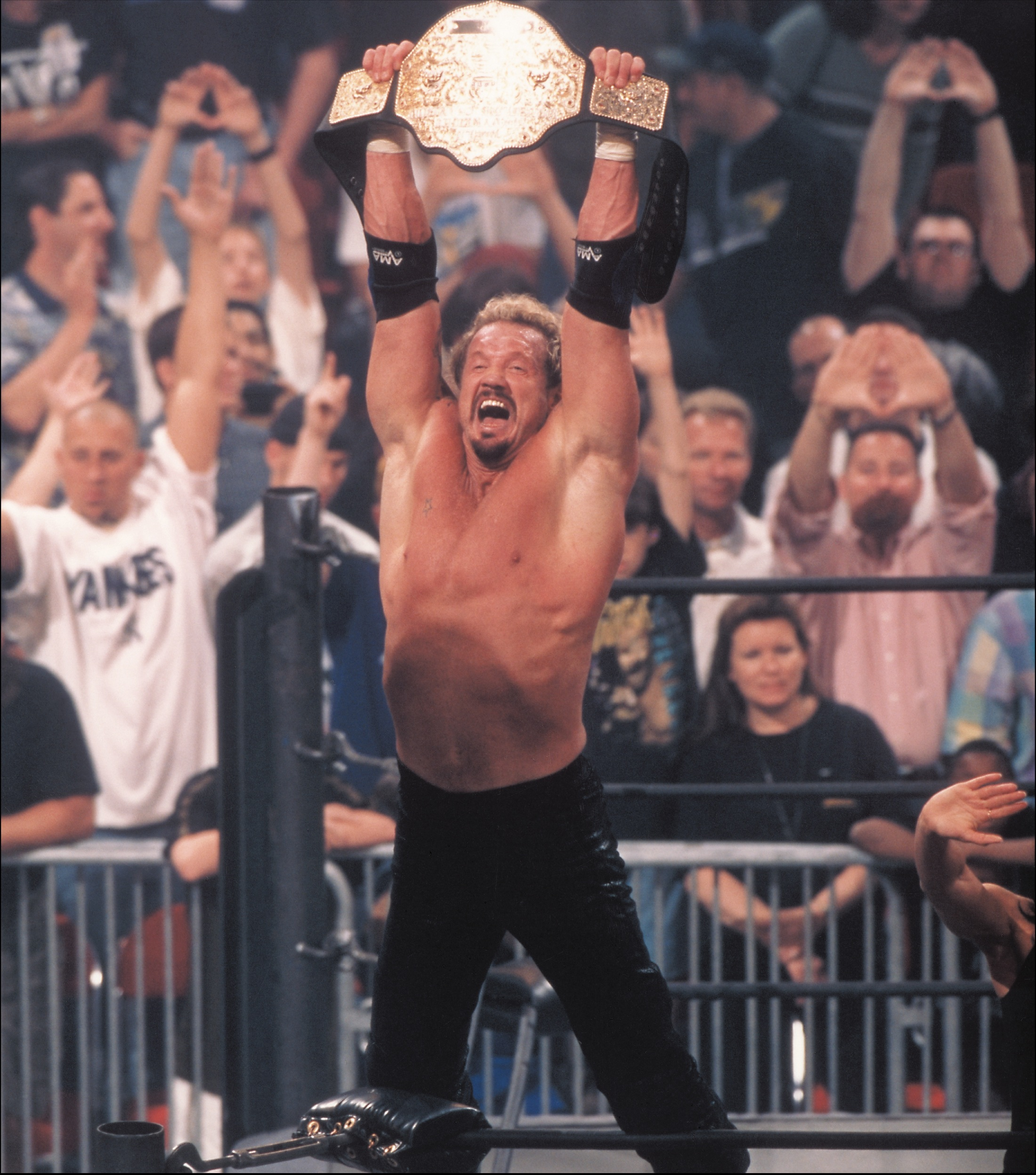
Proprietário

O WCW World Heavyweight Championship, em português Campeonato Mundial de Pesos-Pesados da WCW, foi o principal título da organização de wrestling profissional World Championship Wrestling (WCW).
Foi criado em janeiro de 1991 e continuou a ser usado após a compra da WCW pela WWE, então World Wrestling Federation, até dezembro de 2001, quando foi unificado com o WWF Championship. Uma variação física do cinto foi usada na WWE como Campeonato Mundial de Pesos-Pesados de 2002 a 2013, sendo unificado nesse ano com o Campeonato da WWE.